# Patrice Leconte
Patrice Leconte (født 12. november 1947) er en fransk filminstruktør.
Han begyndte at arbejde i filmindustrien i 60'erne, men opnåede sin gennembrudsfilm i 1989 med Monsieur Hire.

## Udvalgte film
- Monsieur Hire (fra en Simenon-roman, 1989)
- Le Mari de la coiffeuse (1990)
- Ridicule (1996)
- La Veuve de Saint-Pierre (Saint-Pierres Enke)(2000)
- Mand fra toget (L'homme du train) (2002)
- Min bedste ven (Mon meilleur ami) (2006)